# Clarksville (Missouri)
Clarksville é uma cidade localizada no estado americano de Missouri, no Condado de Pike.

## Demografia
Segundo o censo americano de 2000, a sua população era de 490 habitantes.
Em 2006, foi estimada uma população de 505, um aumento de 15 (3.1%).

## Geografia
De acordo com o United States Census Bureau tem uma área de
2,1 km², dos quais 1,2 km² cobertos por terra e 0,9 km² cobertos por água.

## Localidades na vizinhança
O diagrama seguinte representa as localidades num raio de 16 km ao redor de Clarksville.